# ماريوس ماتالون
ماريوس ماتالون (باليونانية: Μάριος Ματαλών)‏ مواليد 16 فبراير 1989 في سالونيك، هو لاعب كرة سلة يوناني. بدأ مسيرته الاحترافية في سنة 2005. يلعب كلاعب هجوم خلفي. يحمل الرقم 8. يبلغ طوله 6 قدم 1.25 بوصة (1.9 م). لعب مع نادي أريس لكرة السلة ونادي بانيونيس لكرة السلة في الدوري اليوناني لكرة السلة.

## روابط خارجية
- ماريوس ماتالون على موقع الاتحاد الدولي لكرة السلة (الإنجليزية)
- ماريوس ماتالون على موقع كرة السلة الأوروبية.كوم (الإنجليزية)
- ماريوس ماتالون على موقع DraftExpress.com (الإنجليزية)
- ماريوس ماتالون على موقع كلية كرة السلة في سبورتس رفرنس.كوم (الإنجليزية)
- ماريوس ماتالون على موقع ريلجم (الإنجليزية)
- ماريوس ماتالون على موقع بروبوليرز (الإنجليزية)